# De man met de poppenkast
De man met de poppenkast is een sprookje van Hans Christian Andersen, het verscheen in 1859.

## Het verhaal
Op een boot ontmoet de verteller een man, hij is theaterdirecteur van een poppenkast en zijn personeel ligt in een grote kist. De personeelsleden zijn marionetten en de man vertelt compleet gelukkig te zijn. Hij gaf in het verleden een voorstelling in Slagelse in het postkantoor. Een in zwarte geklede man komt kijken en vertelt dat hij een ingenieur is en door de Technische Hogeschool naar de provincie is gezonden om mensen wat te leren. De theaterdirecteur komt luisteren naar de voordracht en ziet een hoop merkwaardige dingen. In de tijd van Mozes was de ingenieur adviseur geworden in de Middeleeuwen zou hij zijn verbrand.
De ingenieur komt de volgende dag weer bij de theatervoorstelling en erna drinken de mannen samen iets. Ze praten over komedie en wetenschap. De man vraagt zich af waarom een stuk ijzer dat door een spiraal valt, magnetisch wordt. Als God een mens door de spiraal van tijd laat vallen, komt de geest over hen en ontstaat een Luther, Napoleon of andere leider. Als de man jonger was, zou hij zich hebben ingeschreven op de Technische Hogeschool. Hij verklaart echter al een van de gelukkigste mensen op aarde te zijn, maar zegt erbij dat hij nog wel directeur zou willen worden bij een menselijk gezelschap.
De ingenieur betwijfelt of de man compleet gelukkig zou zijn. Hij vertelt een neergedaalde god te zijn en zal de poppen levend maken. De man krijgt de poppen op zijn rug en wordt door de ingenieur door een spiraal gelaten. De poppen veranderen in kunstenaars, maar hebben hun eigen wensen. De poppen slaan de directeur dood en hij wordt wakker. Hij stopt de poppen in de kist en gaat erbovenop zitten. De man heeft van de ingenieur geleerd dat zijn wens dwaasheid was. De ingenieur is verdwenen en sinds die tijd is de man de gelukkigste mens. Hij maakt zijn stukken zelf en niemand ergert zich eraan. Hij voert verkorte versies van Johanna Montfaucon en Dyveke op. Hij reist nu naar Zweden en wil Scandinaviër worden, in het geval hij daar genoeg geld verdient.